# 795

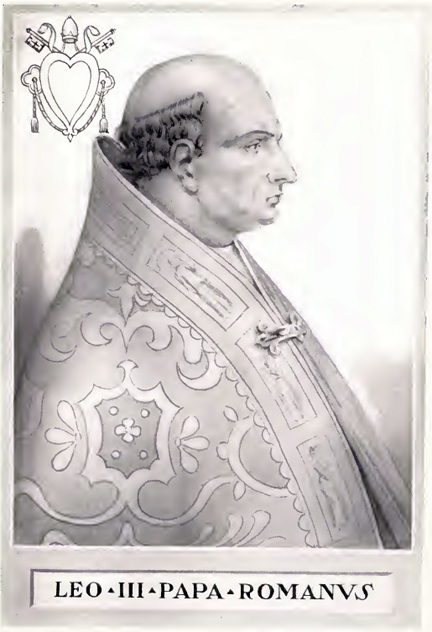
Paus Leo III (795 - 816)

Het jaar 795 is het 95e jaar in de 8e eeuw volgens de christelijke jaartelling.

## Gebeurtenissen

### Brittannië
- De Vikingen plunderen het eiland Skye en de abdij van Iona aan de westkust van Schotland. Begin van de Viking-invallen op Ierland; plundering van het klooster van Inishbofin. (waarschijnlijke datum)

### Europa
- Koning Karel de Grote vormt de Spaanse Mark, een bufferzone tussen de provincie Septimanië en het Arabische Rijk van de Omajjaden in Al-Andalus (huidige Spanje). Hij vestigt graafschappen (als defensieve barrière) over een gebied dat zich uitstrekt van Pamplona en de bovenloop van de rivier de Ebro tot aan een gebied rondom Barcelona (later geannexeerd op de Moren). Karel laat in de regio vele burchten en fortificaties bouwen.
- Koning Pepijn van Italië, een zoon van Karel de Grote, dringt met een Frankisch expeditieleger door in het gebied van de Avaren (huidige Hongarije). Hij voert een plunderveldtocht en verwoest de "Ring" (machtscentrum van de Avaren). Pepijn keert terug met een rijke roofbuit (15 goederenwagens vol met goud en zilver). Volgens de geschiedschrijver Einhard is dit de meest winstgevende veroveringsonderneming van de Franken.

## Religie
- 25 december - Paus Adrianus I overlijdt na een pontificaat van 23 jaar. Hij wordt opgevolgd door Leo III als de 96e paus van de Katholieke Kerk.
- Het bisdom van Keulen wordt verheven tot aartsbisdom. (waarschijnlijke datum)

## Geboren
- Babak Khorram Din, Perzisch militaire leider (of 798)
- Bernhard van Septimanië, Frankisch graaf (overleden 844)
- Gerard van Auvergne, Frankisch graaf (waarschijnlijke datum)
- Lotharius I, keizer van het Midden-Frankische Rijk (overleden 855)
- Mu Zong, keizer van het Chinese Keizerrijk (overleden 824)
- Nithard, Frankisch historicus (waarschijnlijke datum)
- Renaud van Herbauges, Frankisch graaf (overleden 843)
- Valentinus, paus van de Katholieke Kerk (waarschijnlijke datum)

## Overleden
- 25 december - Adrianus I, paus van de Katholieke Kerk
- Malik ibn Anas (84), stichter van de Maliki school